# 시부야노오토
《시부야노오토》(シブヤノオト)은 일본의 NHK에서 제작·방영하는 음악 토크 프로그램이다. 2016년 4월 3일까지 9년에 걸쳐 방송된 《뮤직 재팬》에 이어서 J-pop 음악가들의 라이브 공연을 중심으로 구성되어 있다.

## 진행자

### 네비게이터
- 토쿠이 요시미
- 시미즈 후미카

### 나레이션
- 핫토리 한조몬

## 출연 게스트
- 2016년 4월 24일 : A応P, 골든 봄버,토케타 덴큐, 니시노 카나, 노기자카46,후와후와,［Alexandros］
- 2016년 6월 5일 : 이노우에 소노코,오오하라 사쿠라코, 케야키자카46,SHISHAMO, 사립에비중,V6 ,Mrs. GREEN APPLE
- 2016년 7월 31일 : 아이묭, 아오이 에일, E-girls,A.B.C-Z、Awesome City Club,파스피에,BLUE ENCOUNT, 노기자카46
- 2016년 9월 4일 : 케야키자카46,Shiggy Jr.,Sugar's Campaign,東京スカパラダイスオーケストラ feat. Ken Yokoyama,刀剣男士 team三条 with加州清光,BOYS AND MEN、Little Glee Monster
- 2016년 10월 16일 : 카미시라이 모네,큐-소네코카미,the dresscodes, 하타 모토히로, Happiness, 니시노 카나,Sexy Zone

## 방송 시간
- 2016년 4월 24일부터  (매달 1회, 주로 일요일 오후 5시 5분 ~ 5시 50분) (45분)

## 같이 보기
- 홍백가합전
- J-pop